# Jan Šátral
Jan Šátral (* 24. Juli 1990 in Mělník) ist ein tschechischer Tennisspieler.

## Karriere
Jan Šátral spielt hauptsächlich auf der ATP Challenger Tour und der ITF Future Tour. Er feierte bislang sieben Einzel- und 21 Doppelsiege auf der Future Tour. Auf der Challenger Tour gewann er bis jetzt zwei Titel im Einzel und drei weitere Titel im Doppel.
Zum 13. Juli 2015 durchbrach er erstmals die Top 200 der Weltrangliste im Doppel und seine höchste Platzierung war der 160. Rang im September 2015.
2017 debütierte er für die tschechische Davis-Cup-Mannschaft.

## Erfolge
| Legende (Anzahl der Siege)  |
| Grand Slam                  |
| ATP World Tour Finals       |
| ATP World Tour Masters 1000 |
| ATP World Tour 500          |
| ATP World Tour 250          |
| ATP Challenger Tour (5)     |

### Einzel

#### Turniersiege
| Nr. | Datum           | Turnier | Belag | Finalgegner       | Ergebnis |
| --- | --------------- | ------- | ----- | ----------------- | -------- |
| 1.  | 2. Juli 2016    | Marburg | Sand  | Marco Trungelliti | 6:2, 6:4 |
| 2.  | 2. Oktober 2016 | Rom     | Sand  | Robin Haase       | 6:3, 6:2 |

### Doppel

#### Turniersiege
| Nr. | Datum              | Turnier      | Belag | Partner       | Finalgegner                           | Ergebnis          |
| --- | ------------------ | ------------ | ----- | ------------- | ------------------------------------- | ----------------- |
| 1.  | 20. Juni 2015      | Poprad-Tatry | Sand  | Roman Jebavý  | Norbert Gombos Adam Pavlásek          | 6:2, 6:2          |
| 2.  | 17. September 2016 | Banja Luka   | Sand  | Roman Jebavý  | Andrea Arnaboldi Maximilian Neuchrist | 7:63, 4:6, [10:7] |
| 3.  | 29. Juli 2017      | Prag         | Sand  | Sam Weissborn | Gero Kretschmer Andreas Mies          | 6:3, 5:7, [10:3]  |

## Persönliches
Im August 2019 heiratete er seine langjährigen Freundin Denisa Allertová in der Nähe von Prag.